# ケリー・エヴァンス
サンシップ (Sunship) の名でよく知られるケリー・エヴァンス (Ceri Evans) は、イギリスの音楽プロデューサー／DJ／リミキサー／ジャズピアニスト。
エヴァンスは1981年、ジャズ・ファンクバンド、スワンプ・チルドレン (Swamp Children) のメンバーとしてその音楽キャリアをスタートさせた。このスワンプ・チルドレンは1982年にファクトリー・レコード (Factory Records) からアルバム『ソー・ホット』(So Hot) をリリースしたのち、翌1983年にバンド名をカリマ (Kalima) に改めている。エヴァンスはまたアシッド・ジャズバンド、ブラン・ニュー・ヘヴィーズ (The Brand New Heavies) の初期メンバーとして、1985年から1992年まで同グループに在籍している。その後、サンシップ (Sunship) 名義によるオリジナル／リミックス作品制作でダンス／エレクトロニック・ミュージックシーンに参入。1997年、MOBOアワード (MOBO Award) 受賞作となったセルフタイトル・デビューアルバム『サンシップ』(Sunship) を、これに続き1998年にUKガラージアルバム『イズ・ディス・リアル』(Is This Real) をリリース。最も知られる作品としては、ガールズR&Bグループ、ミスティーク (Mis-Teeq) の「オール・アイ・ウォント」(All I Want)、「ワン・ナイト・スタンド」(One Night Stand) の各リミックス、スウィート・フィメール・アティチュード (Sweet Female Attitude) の「フラワーズ」(Flowers) のサンシップ・ミックス（以上3トラックいずれも全英シングルチャートトップ5入り）、そしてオリジナル作品の「トライ・ミー・アウト」(Try Me Out)［アニタ・ケルシー (Anita Kelsey) をフィーチャー］、「チェック・ワン・ツー」(Cheque One Two)（以上2トラックも全英シングルチャート入り）が挙げられる。また、クレイグ・デイヴィッド (Craig David)、クリスティーナ・アギレラ (Christina Aguilera)、E-17、ガブリエル (Gabrielle)、メアリー・J・ブライジ (Mary J. Blige)、ビリー・クロフォード (Billy Crawford)、リトル・ミックス (Little Mix)、シェリル・コール (Cheryl Cole)、ケリー・ローランド (Kelly Rowland) などのアーティストの作品をリミックスしている。ここにはテイ・トウワの「Mars」、m-floの「Prism」といった日本のアーティストの楽曲も含まれる。